# Gessjön, Västergötland
Gessjön är en sjö i Borås kommun i Västergötland och ingår i Rolfsåns huvudavrinningsområde.